# Marga (religie)
Marga is in het boeddhisme het pad naar spirituele verlichting. Verschillende boeddhistische stromingen hebben hun eigen interpretatie van het pad naar verlichting. De klassieke manier om als boeddhist verlichting te bereiken is door middel van het edele achtvoudig pad.